# Wacker Neuson
Wacker Neuson SE er en tysk producent af entreprenørmaskiner og andre maskiner til byggeindustrien. Koncernens brands inkluderer Wacker Neuson, Kramer og Weidemann. Hovedkvarteret er i München og virksomheden blev etableret i 1848.